# 荷全
荷寶（Robeco）又稱荷全，是荷蘭資產管理公司，它為機構和私人投資者提供資產管理服務。

## 歷史
荷全成立于1929年，当时名为Rotterdamsch Beleggings Consortium（鹿特丹投资财团）。截至2014年，该公司管理着2460亿欧元的资产。它於2001年被荷蘭合作銀行收购，并在2013年出售给欧力士。